# Girl from nowhere
Girl from nowhere (เด็กใหม่, que es podria traduir com a Noia sorgida d'enlloc) és una sèrie tailandesa original de Netflix i GMM Grammy de misteri i fantasia. La protagonista, Nanno, és interpretada per Chicha Amatayakul. Emesa el 2018, la primera temporada consta de 13 episodis de 45 minuts de duració basats cadascun en un cas real d'explotació de xiques de secundària. La segona temporada fou emesa el 7 de maig del 2021 i consta de 8 episodis que continuen en la mateixa línia, amb la Chicha Amatayakul com a protagonista però amb l'afegitó en algun moment donat d'una segona noia misteriosa...